# Алиса в Стране чудес (фильм, 1985)
«Али́са в Стране́ чуде́с» — телефильм; экранизация 1985 года сказок Льюиса Кэрролла «Алиса в Стране чудес» и «Алиса в Зазеркалье». Был выпущен в двух частях, с участием известных актёров, близкий по изложению к оригинальным текстам.

## Сюжет
Девочке Алисе всего семь лет, она ещё не очень высокого роста и иногда по-детски плачет. По этой причине взрослые отказываются общаться с ней на равных: старшая сестра задирает нос, а мама не приглашает на чаепитие для взрослых. Однажды, погнавшись в лесу за пушистым мистером Кроликом, Алиса проваливается в его нору и оказывается в сказочной стране…

## В ролях
- Натали Грегори — Алиса
- Шейла Аллен — мама Алисы
- Телли Савалас — Чеширский Кот
- Ринго Старр — Черепаха Квази (The Mock Turtle)
- Шелли Уинтерс — Додо
- Кэрол Чэннинг — Белая королева
- Джейн Медоуз — Червонная Королева (The Queen of Hearts)
- Энн Джиллиан — Чёрная Королева (The Red Queen)
- Роберт Морли — Червонный Король (The King of Hearts)
- Марта Рей — Герцогиня
- Ред Баттонс — Белый кролик
- Дональд О’Коннор — Попугайчик Лори (The Lory Bird)
- Энтони Ньюли — Болванщик (The Mad Hatter)
- Родди Макдауэлл — Мартовский заяц
- Сид Сизар — Грифон
- Харви Корман — Белый Король
- Эйди Горме — Траляля (Tweedledee)
- Стив Лоуренс — Труляля (Tweedledum)
- Карл Молден — Морж (The Walrus)
- Джонатан Уинтерс — Шалтай-Болтай (Humpty Dumpty)
- Эрнест Боргнайн — Лев (The Lion)
- Бо Бриджес — Единорог (The Unicorn)